# Copelatinae
Copelatinae es una subfamilia de coleópteros adéfagos de la familia Dytiscidae. 
Tiene los siguientes géneros.

## Géneros
- Agaporomorphus
- Aglymbus
- Copelatus
- Exocelina
- Lacconectus
- Liopterus
- Madaglymbus